# أرسطو أوناسيس
أرسطو أوناسيس (باليونانية: Αριστοτέλης Ωνάσης) ‏(15 يناير 1906 - 15 مارس 1975) رجل أعمال يوناني كان يعد من أغنى رجال العالم، إذ كان معروفًا بنجاحه التجاري وثروته العظيمة، وكذلك لحياته الشخصية، بما في ذلك زواجه من أثينا ماري ليفانوس (ابنة ملاح السفن ستافروس ج. ليفانوس)؛ علاقته بمغنية الأوبرا الشهيرة ماريا كالاس وزواجه عام 1968 من جاكلين كينيدي، أرملة الرئيس الأمريكي جون كنيدي.
ولد أوناسيس في سميرنا وهرب من المدينة مع عائلته إلى اليونان في عام 1922 في أعقاب الحرب اليونانية التركية. ثم انتقل إلى الأرجنتين في عام 1923 وأسس لنفسه متاجر للتبغ وأصبح فيما بعد مالكًا لعمليات الشحن خلال الحرب العالمية الثانية.
وبانتقاله إلى إمارة موناكو تنافس أوناسيس مع الأمير رينيه الثالث للسيطرة الاقتصادية على البلاد من خلال ملكيته لشركة إس بي إم وفي منتصف الخمسينيات سعى لتأمين ترتيبات شحن النفط مع المملكة العربية السعودية وانخرط في رحلات صيد الحيتان. في ستينيات القرن العشرين، حاول أوناسيس تأسيس عقد استثماري كبير، مشروع أوميجا، مع المجلس العسكري اليوناني، وباع الخطوط الجوية الأوليمبية التي أسسها في عام 1957.
في أواخر حياته تأثر أوناسيس بشكل كبير بموت ابنه ألكسندر، الذي قضى نحبه نتيجة للإصابات التي لحقت به في حادث تحطم طائرة في مطار هيلينيكون الدولي باليونان عام 1973 عن عمر يناهز 24 عام، وتوفي أوناسيس بعد ذلك بعامين، وتم دفنه بجزيرة سكوربيوس اليونانية.

## حياته

### المولد والنشأة
ولد أرسطو أوناسيس في كارتاس، إحدى ضواحي مدينة سميرنا الساحلية (الآن معروفة بأزمير، تركيا) لأبوين يونايين سقراط وبينلوبي، وكان لأرسطو شقيقة واحدة من أبويه، أرتميس، وأختين من والده، هما كالروي وميروب، وكان جده قسيسا يأمل في أن يصبح حفيده قسيس أرثوذكسيّا.
توفيت بينيلوبي فتزوج سقراط للمرة الثانية. وأصبح رجل أعمال ناجح في مجال الشحن وصناعة التبغ، وقام بإرسال أبنائه إلى مدارس مرموقة. عندما تخرج أرسطو من المدرسة اليونانية الإنجيلية اليونانية المحلية في سن 16، كان يتحدث أربع لغات: اليونانية (لغته الأم)، والتركية، والإسبانية، والإنجليزية.
كانت أزمير خاضعة لحكم اليونان بين عامي (1919-1922) في أعقاب انتصار الحلفاء في الحرب العالمية الأولى، لكن بعد ذلك تم إعادتها إلى تركيا أثناء الحرب اليونانية-التركية. ونتيجة للحرب فقدت أسرة أوناسيس ممتلكات كبيرة، مما جعلهم يصبحوا لاجئين وفرّوا إلى اليونان بعد الحريق الكبير لأزمير في عام 1922. وخلال هذه الفترة، فقد أرسطو أوناسيس ثلاثة أعمام وعمه، وزوجته كونياليديس كرسستوموس وابنتهما، الذين لقوا مصرعهم حرقا في كنيسة ثياتيرا حيث لجأ إليها 500 من المسيحيين للاختباء من الحريق الكبير في أزمير.

### الأرجنتين
في سن السابعة عشرة في عام 1923، وصل أوناسيس إلى بيونيس آيرس عاصمة الأرجنتين، بجواز سفر نانسن، وحصل على أول وظيفة له كعامل هاتف، مع شركة يونايتد ريفر بيلتر للهاتف البريطانية، وكان كثيراً ما يتنصت إلى مكالمات الصفقات ورجال الأعمال واكتسب الكثير من المعلومات التي ساعدته على عقد صفقات تجارية خاصة به جلبت له مالاً وفيراً.
تابع أوناسيس دراساته في التجارة وإدارة مهام الميناء في أدواناس أرجنتيناس. وأصبح فيما بعد رائد أعمال، حيث أنشأ شركة استيراد وتصدير أرجنتينية، وبدأ أعمالاً لنفسه، وجني ثروة من استيراد التبغ الإنجليزي -التركي إلى الأرجنتين. حصل على الجنسية الأرجنتينية في عام 1929. أسس أول شركة تجارية للشحن في بوينس آيرس، استيليروس أوناسيس. بعد اكتسابه ثروة في الأرجنتين، قام بتوسيع أعماله للشحن في جميع أنحاء العالم وانتقل إلى مدينة نيويورك، في الولايات المتحدة الأمريكية، حيث بنى إمبراطوريات شركات الشحن الخاصة به مع الاحتفاظ بمكاتب في بيونيس آيرس وأثينا. كان إرثه في بيونيس آيرس هو إنشاء إمبراطورية شحن وصندوق للثقافة الهيلينية التي تقدم منحا دراسية للشباب وبرنامجًا دوليًا لتبادل الطلاب والأكاديميين بين الأرجنتين واليونان وموناكو والولايات المتحدة الأمريكية. وكان يتم تمويل البرامج وإدارتها من قبل مؤسسة أوناسيس، وفي النهاية كانت تحت إدارة ابنته كريستينا أوناسيس.

## مسيرته العملية

### النقل البحري
بنى أوناسيس أسطول من سفن الشحن وناقلات النفط التي تجاوزت سبعين حاوية. أسطول أوناسيس كان يحمل أعلام بنما وكان يبحر بدون ضريبة وبالتالي كان يعمل بتكاليف منخفضة. وبسبب هذا، تمكن أوناسيس من جني الأرباح من كل معاملة، حتى ولو كان يتقاضى أدنى الأسعار في أسواق الأسطول التجاري. واستطاع أوناسيس تحقيق أرباحاً كبيرة عندما قامت شركات النفط الكبرى مثل سوكوني، موبيل، وتكساكو بتوقيع عقود طويلة الأجل بأسعار ثابتة معه لاستخدام أسطوله، وذلك عندما واجهوا مشكلة في إدارة أساطيلهم الخاصة، التي تحمل الأعلام الأمريكية وبالتالي تحتاج تكلفة عالية.

### موناكو
وصل أوناسيس إلى إمارة موناكو في البحر الأبيض المتوسط في عام 1953م، وبدأ بشراء أسهم ( شركة سوسيتيه دي بان دو مير في مونت كارلو) عن طريق استخدام الشركات الوهمية في الملاذ الضريبي لبنما، وسيطر على المنظمة في صيف هذا العام. وبعد ذلك نقل أوناسيس مقراته إلى النادي الرياضي القديم في حي دوستاند في موناكو بعد وقت قصير من السيطرة على شركة سوسيتيه دي بان دو مير، التي كانت شركة كبيرة مالكة للممتلكات في موناكو، وشملت أصولها كازينو مونتي كارلو موناكو، نادي موناكو لليخوت، فندق باريس وثلث مساحة البلاد.
في البداية كان هناك ترحيب من (الأمير رينيه الثالث حاكم موناكو) لسيطرة ارسطو أوناسيس على (شركة سوسيتيه دي بان دو مير) كاستثمار في البلاد، ولكن بعد ذلك تدهورت العلاقة بين أوناسيس والأمير رينيه بحلول عام 1962 في أعقاب مقاطعة موناكو من قبل الرئيس الفرنسي شارل ديغول.
وكان لدى أوناسيس ورينيه رؤى متباينة لموناكو. كان أوناسيس يرغب أن تبقى موناكو ملاذاً للزبائن عالية المستوى، ولكن كانت رغبة رينييه تتمثل في بناء الفنادق واجتذاب عدد أكبر من السياح. وأصبحت موناكو أقل جاذبية كملاذ ضريبي في أعقاب الإجراءات الفرنسية، وحث ورينيه أوناسيس على الاستثمار في بناء الفنادق. كان أوناسيس متردداً في الاستثمار في الفنادق بدون ضمان من رينييه بأن لا يسمح بجهات منافسة لتطوير الفنادق، لكنه وعد ببناء فندقين ومبنى سكني. وبسبب عدم رغبة رينييه في إعطاء أوناسيس الضمان الذي يريده، قام رينييه باستخدام حق النقض الخاص به لإلغاء مشروع الفندق بالكامل، واتهم (شركة سوسيتيه دي بان دو مير) بأن رؤيتها فاسدة علناً على شاشات التلفزيون، وبالتالي قام بتوجيه النقد إلى أوناسيس بشكل غير مباشر. ظل رينييه وأوناسيس على خلاف حول اتجاه الشركة لعدة سنوات، وفي يونيو عام 1966، قام رينييه بالموافقة على خطة لإنشاء 600,000 سهماً جديداً في (شركة سوسيتيه دي بان دو مير) ملكاً للدولة بصفة دائمة، وهو ما خفض نصيب أوناسيس من 52% إلى أقل من الثلث. وجراء ذلك، قام أوناسيس بالطعن في إنشاء هذه الأسهم في المحكمة العليا لموناكو حيث ادّعى أن هذا غير دستوري، ولكن المحكمة حكمت ضده في مارس 1967. بعد صدور الحكم، قام أوناسيس ببيع أسهمه في (شركة سوسيتيه دي بان دو مير) لدولة موناكو مقابل 9.5 مليون دولار (271 مليون دولار اعتبارا من عام 2015)، وغادر البلاد. ووفقا لفرانك برادي: كان تعليق أوناسيس على هذه القضية: «لقد تم خداعنا».

### العربية السعودية
خلال الانتعاش النفطي في مطلع عقد الخمسينات، كان أوناسيس قد دخل في المناقشات النهائية مع الملك سعود - ملك المملكة العربية السعودية لإجراء صفقة لنقل النفط السعودي. ونظراً لاحتكار شركة النفط العربية الأمريكية (حاليا شركة أرامكو) النفط السعودي بموجب اتفاقية امتياز، انزعجت الحكومة الأميركية عند معرفتها بهذه الصفقة. وبحلول عام 1954، كانت سياسة الولايات المتحدة في المملكة العربية السعودية التي تعمل على تعزيز «الموقف الخاص» للولايات المتحدة، تتمثل في اتخاذ جميع التدابير المناسبة لإلغاء الاتفاق بين الحكومة السعودية وأوناسيس لنقل النفط السعودي على ناقلات النفط الخاصة به وإيقاف العمل بهذه الاتفاقية على أي حال.
كانت هذه الاتفاقية قد قضت على السيطرة الاحتكارية للنفط في المملكة العربية السعودية من قبل شركات النفط الأمريكية، ولكن تم إحباطها من قبل الحكومة الأمريكية.
ولهذا السبب أصبح أوناسيس هدفا للحكومة الأمريكية، وفي عام 1954، قام مكتب التحقيقات الفيدرالي بالتحقيق مع أوناسيس في قضية الاحتيال على الحكومة الأمريكية. وقد وجهت إليه تهمة انتهاك أحكام المواطنة لقوانين النقل البحري التي تتطلب أن جميع السفن التي تحمل الأعلام الأمريكية يجب أن تكون مملوكة لمواطنين أمريكيين. بعد ذلك، أقر أوناسيس بالذنب ودفع مبلغ 7 ملايين دولار.

### صيد الحيتان
بين عامي 1950 و 1956، استطاع أونازيس النجاح في صيد الحيتان قبالة ساحل بيرو. وقد حققت رحلته الأولى أرباحًا صافية بلغت 4.5 مليون دولار أمريكي. انتهى هذا العمل عندما وجهت له مجلة صيد الحيتان النرويجية اتهامات تستند إلى شهادات البحارة، مثل شهادة أدلى بها برونو شالاجيك الذي عمل في سفينة أولمبيك تشالنج: «لا تزال قطع من اللحم الطازج من الحيتان التي قتلناها بالأمس والتي بلغ عددها 124 على سطح السفينة. من بين كل هذه الحيتان، يمكن اعتبار حوت واحد فقط بالغاً، حيث يتم قتل جميع الحيوانات التي تمر في مدى الحربة بدم بارد.» انتهى هذا المشروع بعد أن تم بيع الشركة إلى شركة كوكيو هوغي كايشا، إحدى أكبر شركات صيد الحيتان اليابانية، مقابل 8.5 مليون دولار. شككت السلطات النرويجية في تورط هجلمار شاخت في عملية صيد الحيتان مع أونازيس. وكان اسم شاخت قد ارتبط بصفقات أونازيس في المملكة العربية السعودية.

### الخطوط الجوية الأولمبية
في عام 1956، واجهت الخطوط الجوية اليونانية بوجه عام صعوبات اقتصادية، حيث تأثرت شركات مثل TAE بالاضطرابات ونقص السيولة. قررت الحكومة اليونانية منح هذه الشركة وغيرها من الشركات للقطاع الخاص، وفي 30 يوليو 1956، قام أونازيس بتوقيع عقدًا يمنحه حقوق العمل في خطوط النقل الجوي اليوناني. وعندما سمع أونازيس أثناء المفاوضات أنه لن يتمكن من استخدام الحلقات الخمس الأوليمبية في شعاره بسبب حقوق النشر، قرر ببساطة إضافة حلقة سادسة.
بدأت العملية بفعالية عام 1957، مع استخدام طائرات (واحدة من طراز DC-4، واثنتين من طراز DC-6 وثلاث عشرة طائرة من طراز DC-3). شهد العام التالي نقل 244000 راكب، واستمر الاتفاق حتى 10 ديسمبر 1974، عندما أدت مجموعة من العوامل (وهي سلسلة من الإضرابات ونقص الركاب وزيادة أسعار الوقود وقانون من الحكومة اليونانية الجديدة يمنع شركات الخطوط الجوية الأوليمبية من إقالة الموظفين) إلى قيام أونازيس بإنهاء هذا العمل.
بعد هذا الحدث، قال بول إيونديس، وهو مدير رفيع المستوى من شركة الخطوط الجوية الأوليمبية، ما يلي عن أونازيس: «في أعماقه، لم يكن يرغب في التخلي عن شركة الخطوط الجوية الأولمبية، لقد وجد أنه محظوظًا لامتلاك شركة طيران مثل هذه. لقد كانت أكبر إنجازاته التي يفخر بها، وعلى الرغم من أنه كان متزوجا من البحر، ولكن شركة الخطوط الأولمبية كانت عشيقته، وكنا نقول إنه سينفق كل المال الذي كان يصنعه في البحر مع عشيقته في السماء».
كان يُعرف الوقت الذي كان فيه أونازيس على رأس شركة الخطوط الجوية الأوليمبية بأنه العصر الذهبي للشركة، وذلك بفضل الاستثمارات التي قام بها في التدريب واكتساب التكنولوجيا المتطورة. على سبيل المثال، في عام 1959، وقع عقدًا مع شركة De Havilland لشراء أربع طائرات من طراز Comet 4B. كما اشتهر أونازيس باهتمامه بجودة الخدمة، مما أدى به إلى شراء أواني مطلية بالذهب وشموع لخدمة الطعام في قسم الدرجة الأولى.
خلال عام 1974، العام الأخير لاستثمار أونازيس في هذه الشركة، نقلت شركة الطيران الأولمبية 2.5 مليون مسافر وكانت لديها عمالة تقدر بـ 7356 شخص. في ذلك الوقت، كانت ملكية أونازيس لشركة الطيران الجوية تميزه كواحد من شخصين فقط في العالم يمتلكان شركة طيران خاصة، كان الآخر هو هاوارد هيوز.

### الاستثمارات
شارك أونازيس في خصخصة شركة الطيران الوطنية اليونانية وأسس شركة الخطوط الجوية الأوليمبية (تعرف اليوم باسم شركة الطيران الأوليمبية) في عام 1957. كما أنه شارك بثلث رأسماله على هيئة أسهم احتفظ بها في شركات النفط في الولايات المتحدة والشرق الأوسط وفنزويلا. كما أنه يمتلك أسهمًا إضافية تضمن سيطرته على 95 شركة متعددة الجنسيات في خمس قارات. كان يملك مصانع معالجة الذهب في الأرجنتين وأوروغواي وحصة كبيرة في شركة طيران في أمريكا اللاتينية واستثمارات بقيمة 4 ملايين دولار في البرازيل. أيضا، كان يمتلك شركات مثل الأولمبية البحرية والسياحية الأولمبية وشركة كيميائية في بلاد فارس. كما أنه يمتلك العديد من الشقق والعقارات في باريس ولندن ومونت كارلو وأثينا ووأكابولكو، وكان يمتلك قلعة في جنوب فرنسا. كان يمتلك البرج الأولمبي (مبنى مرتفع مكون من 52 طابقًا في مانهاتن). وكان يملك جزيرة تعرف باسم سكوربيوس. كما كان له يخت فاخر بطول 325 قدم (99.06 م) يعرف باسم Christina O، وأخيرًا كانت له حسابات ودائع وحسابات في خزانة الدولة في 217 بنكًا في العالم كله.

### مشروع أوميجا
في أكتوبر 1968، أثناء فترة حكم المجلس العسكري اليوناني، وبعد فترة وجيزة من زواجه من جاكلين كينيدي، أعلنت شركة أونازيس عن إطلاق مشروع أوميجا، وهو برنامج استثماري بقيمة 400 مليون دولار يهدف إلى بناء بنية تحتية صناعية كبيرة في اليونان بما في ذلك معمل لتكرير النفط ومصهر للألمنيوم. وقد قام أونازيس باستشارة رئيس وزراء اليونان، العقيد جورجوس بابادوبولوس، لمساعدته في هذا المشروع. كان المشروع مدعومًا ماليًا من بنك First National City الأمريكي، في حين ساهم المساهمون الماليون الأمريكان في شركة أونازيس في نهاية المطاف في الشروط غير المناسبة التي طالب بها البنك. تعرض المشروع لانتقادات شديدة من قبل أشخاص مثل هيلين فلاشوس، وهي صحفية من أثينا. فضل عقيد يوناني آخر، نيكولوس ماكاريزوس، صفقة عرضها منافس أونازيس -ستافروس نياركوس- وانقسم المشروع في النهاية بينهما. ويعود هذا الفشل جزئياً إلى معارضة أشخاص ذوي نفوذ داخل المجلس العسكري، مثل إيوانيس أورلندوس رودينوس، نائب وزير التنسيق الاقتصادي، الذي عارض عروض أونازيس مفضلا نياركوس بدلًا منه.

## أسرته

### أثينا ليفانوس

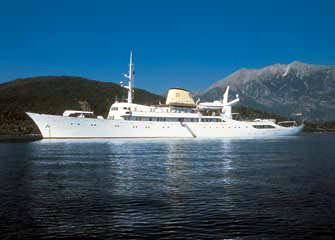
اليخت كريستينا

تزوج أوناسيس من آثينا ليفانوس (ابنة قطب النقل البحري اليوناني ستافروس ليفانوس وأريتا زافركاكيس) يوم 28 ديسمبر من العام 1946. وكان هذا الزواج بالنسبة لأوناسيس أكبر من مجرد صفقة طموحة بل اعتبره انتصارا على أقرانه اليونانيين القدامى الذين بالغوا في الحط من قدره وعدم تقديره.
رُزق أرسطو أوناسيس من آثينا ليفانوس بطفلين، كلاهما ولد في مدينة نيويورك: ابن وهو ألكسندر (1948-1973)، وابنة وهي كريستينا (1950-1988)، التي أطلق اسمها على يخته الأسطوري الكبير.
انفصل الزوجان تقريبًا بحلول منتصف الخمسينيات، وانتهى الزواج كليًا بعد أن عثرت ليفانوس على أوناسيس في سريرها مع إحدى صديقاتها في منزلها في أنتيب بفرنسا. ووقع الطلاق في يونيو 1960 وكان أوناسيس خلال ذلك العام قد ارتبط بماريا كالاس.

### ماريا كالاس
التقى أوناسيس لأول مرة بغنية الأوبرا ماريا كالاس في عام 1957 خلال حفلة في فينيسيا، فانحنى وقال لها باللغة اليونانية (مدام ماريا كالاس، أنت فعلا الآلهة الإغريقية التي كنت أتخيلها وأتمنى أن نلتقي مرة أخرى). وفي عام 1959 دعى أوناسيس ماريا كالاس وزوجها الإيطالي جيوفاني مينيجيني إلى رحلة بحرية على متن اليخت (كريستينا) التي يملكها أوناسيس وكان ونستون تشرشل من ضمن المدعوين إلى تلك الرحلة، وكانت هذه الرحلة هي بداية مرحلة جديدة في حياة أوناسيس، حيث بدأت ارتبط عاطفيا بكالاس. وقامت بينهما علاقة حميمة، على الرغم من أن كليهما كان متزوج، (كالاس كانت متزوجة من جيوفاني باتيستا مينيجيني، وأوناسيس كان متزوج آثينا ليفانوس)
قال أوناسيس عن علاقته بماريا لسبيروس سكوراس: «في البداية كان هناك فقط فضول طبيعي وبعد كل شيء، كنا أشهر يونانيين على قيد الحياة في العالم». وقد طلق كل من كالاس وأوناسيس أزواجهما ولكنهما لم يتزوجا من بعضهما على الرغم من استمرار علاقتهما لسنوات عديدة.

### جاكلين كينيدي
قطع أرسطو أوناسيس علاقته بماريا كالاس من أجل الزواج من جاكلين كينيدي أرملة الرئيس الأمريكي الأسبق جون كينيدي، وقد تزوجا في 20 أكتوبر عام 1968 بالجزيرة اليونانية سكوربيوس والتي يمتلكها أوناسيس، وطبقاً لما صرح به بيتر إيفانس كاتب السيرة الذاتية فإن أوناسيس قد عرض على السيدة كينيدي مبلغ 3 ملايين دولار كتعويض عن الصندوق الائتماني (أموال ائتمان) الذي تقوم عليه كوصية والذي قد تخسره بسبب زواجها منه.
وقد صرحت كريستينا ابنة أوناسيس عن عدم حبها للسيدة جاكلين كينيدي، وبعد وفاة أخيها ألكسندر قامت كريستينا بإقناع أبيها أوناسيس أن جاكلين منحوسة ولعنتها تلحقها وتلحق كل من تعرفه واستدلت على ذلك باغتيال كل من الأخوين جون وروبرن كينيدي. وخلال فترة زواجه من السيدة جاكلين أقام الزوجان في 6 مساكن وهي شقتها في بنيويورك ومزرعة الخيول التي تمتلكها بولاية نيوجيرسي ومنزله في باريس ومنزل آخر يمتلكه في أثينا وجزيرته الخاصة سكوربيوس باليونان وأخيرا اليخت الخاص به والذي أطلق عليه كريستينا.

## الوفاة والإرث

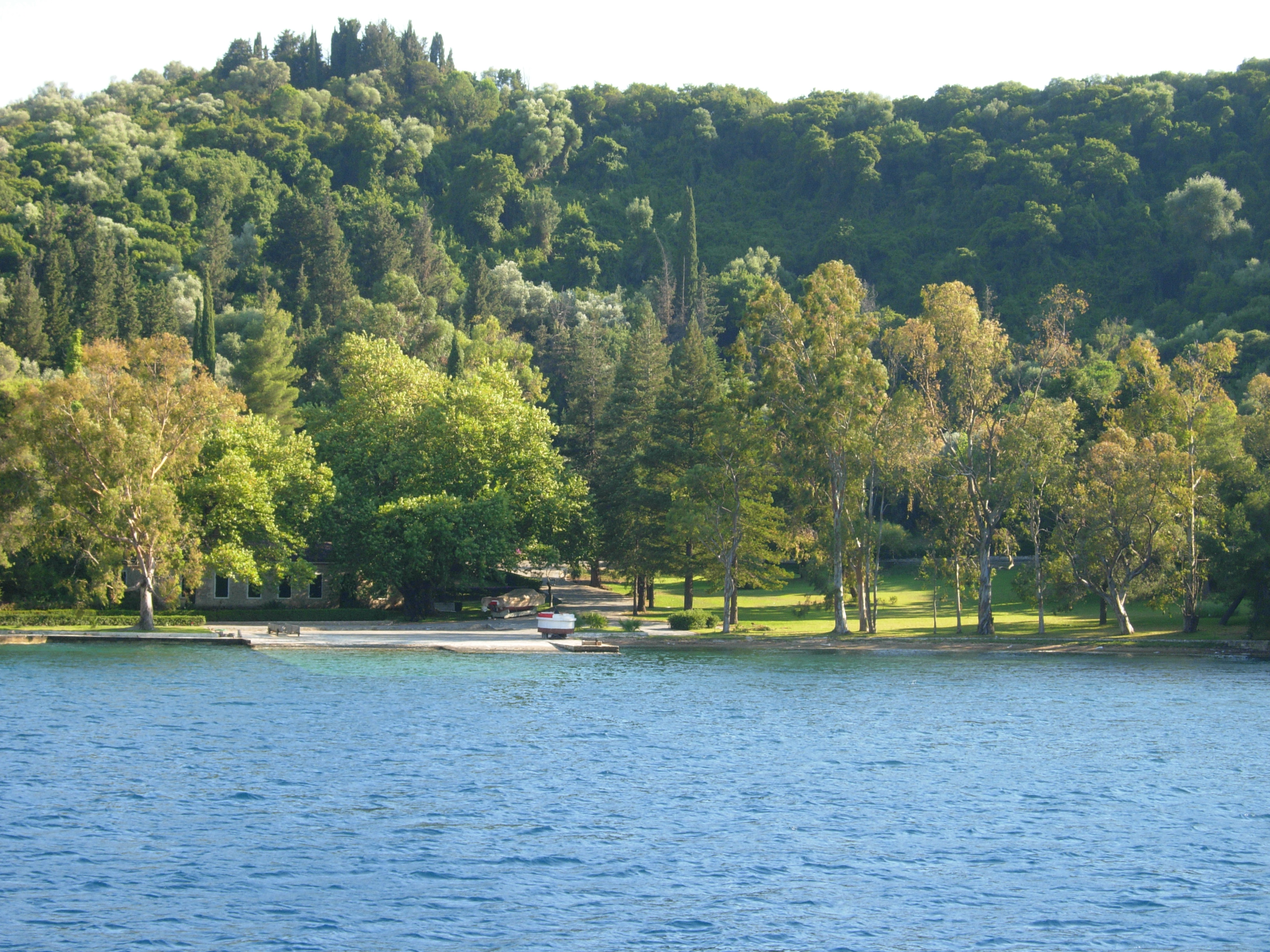
جزيرة سكوربيوس حيث دُفن أوناسيس

توفي أوناسيس عن عمر يناهز 69 عاماً بتاريخ 15 مارس من عام 1975 في المستشفى الأمريكي بمدينة نويي سور سين الفرنسية بسبب توقف رئته عن التنفس بعد ما عاناه في سنواته الأخيرة من مرض الوهن العضلي الوبيل. وكان عند وفاته يمسك بيده «الوشاح الأحمر» الذي كانت قد أهدته له ذات يوم ماريا كالاس. وقد تم نقل جثمان أوناسيس إلى اليونان ودُفن في جزيرته الخاصة سكوربيوس بجوار إبنه الكسندر. وقامت عائلة أوناسيس بإنشاء مؤسسة خيرية على ذكرى وفاة الابن وقامت بتسميتها ألكسندر أس. هذه المؤسسة الخيرية أصبح لها فرع في إمارة لخنشتاين والتي تقع في جبال الألب بأوروبا الوسطى ومقرها الرئيسي في أثينا.
تلقت هذه المؤسسة الخيرية 45% من إجمالي ممتلكات أوناسيس العقارية والتي قد تركها إرثاً لإبنه ألكسندر بالإضافة إلى 55% المتبقية والتي تركها إرثاً لإبنته كريستينا. وهذه المؤسسة تشتمتل على جزئين الأول وهو القسم الربحي أو قطاع الأعمال والذي يتم من خلاله إدارة قطاعات الأعمال المختلفة مثل الشحن والقسم الآخر خيري والذي يمثل أساس هذا المشروع والهدف الأساسي منه. ويتم استخدام القطاع الخيري وتمويله بشكل كبير لنشر الثقافة اليونانية حول العالم وتمويل قطاع المكافئات والجوائز للمبتكرين ومحققي الإنجازات حول العالم. بالإضافة إلى تمويل المنح الدراسية لطلاب جامعة اليونان.
وحصلت أرملة أوناسيس جاكلين على تسوية قدرها 26 مليون دولار. وورثت ابنته كريستينا أوناسيس نصف ثروته طبقا لوصيته، ولاحقا أصبحت حفيدته أثينا أوناسيس روسيل (29 يناير 1985) وهي الوريثة الوحيدة له الباقية من أسرته وتتربع على الثروة المتناثرة في جميع أرجاء العالم وتعتبر أغنى امرأة في العالم.

## روابط خارجية
- أرسطو أوناسيس على موقع IMDb (الإنجليزية)
- أرسطو أوناسيس على موقع الموسوعة البريطانية (الإنجليزية)
- أرسطو أوناسيس على موقع مونزينجر (الألمانية)
- أرسطو أوناسيس على موقع إن إن دي بي (الإنجليزية)
- أرسطو أوناسيس على موقع قاعدة بيانات الفيلم (الإنجليزية)